# Chiesa di San Giuliano (Catania)

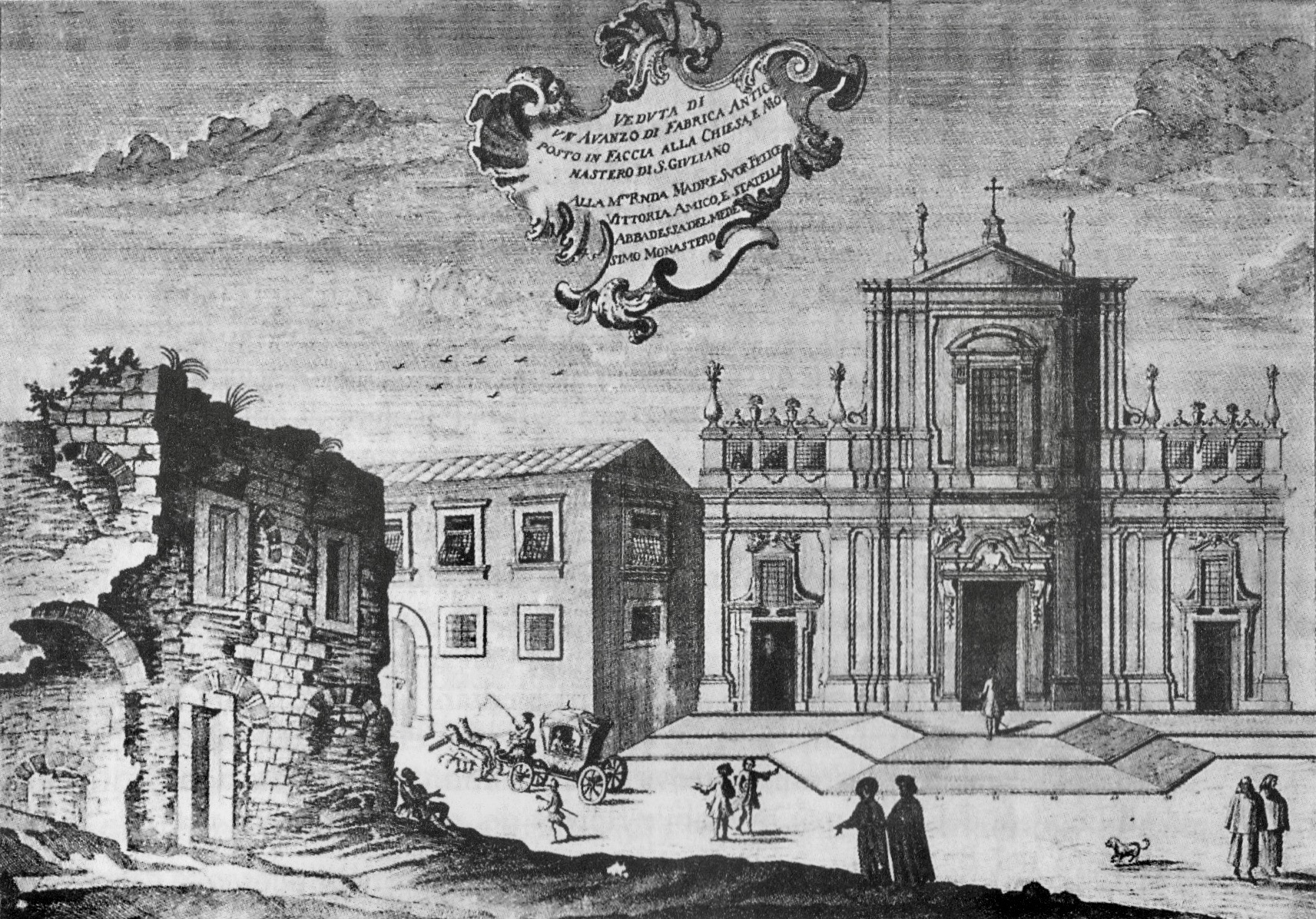
Darstellung der künftigen Fassade bei Baubeginn (1741).

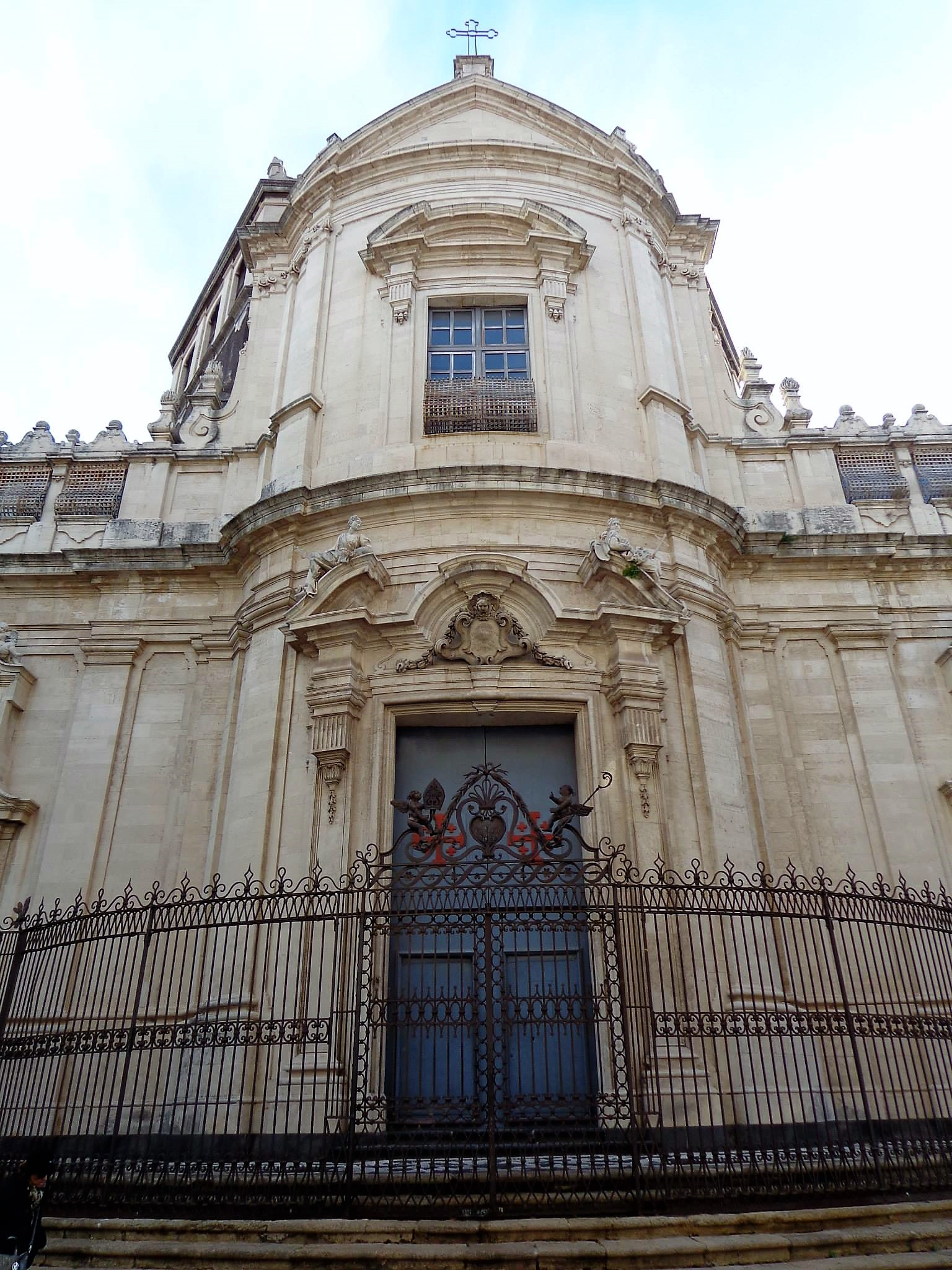
Mittelteil der Fassade.

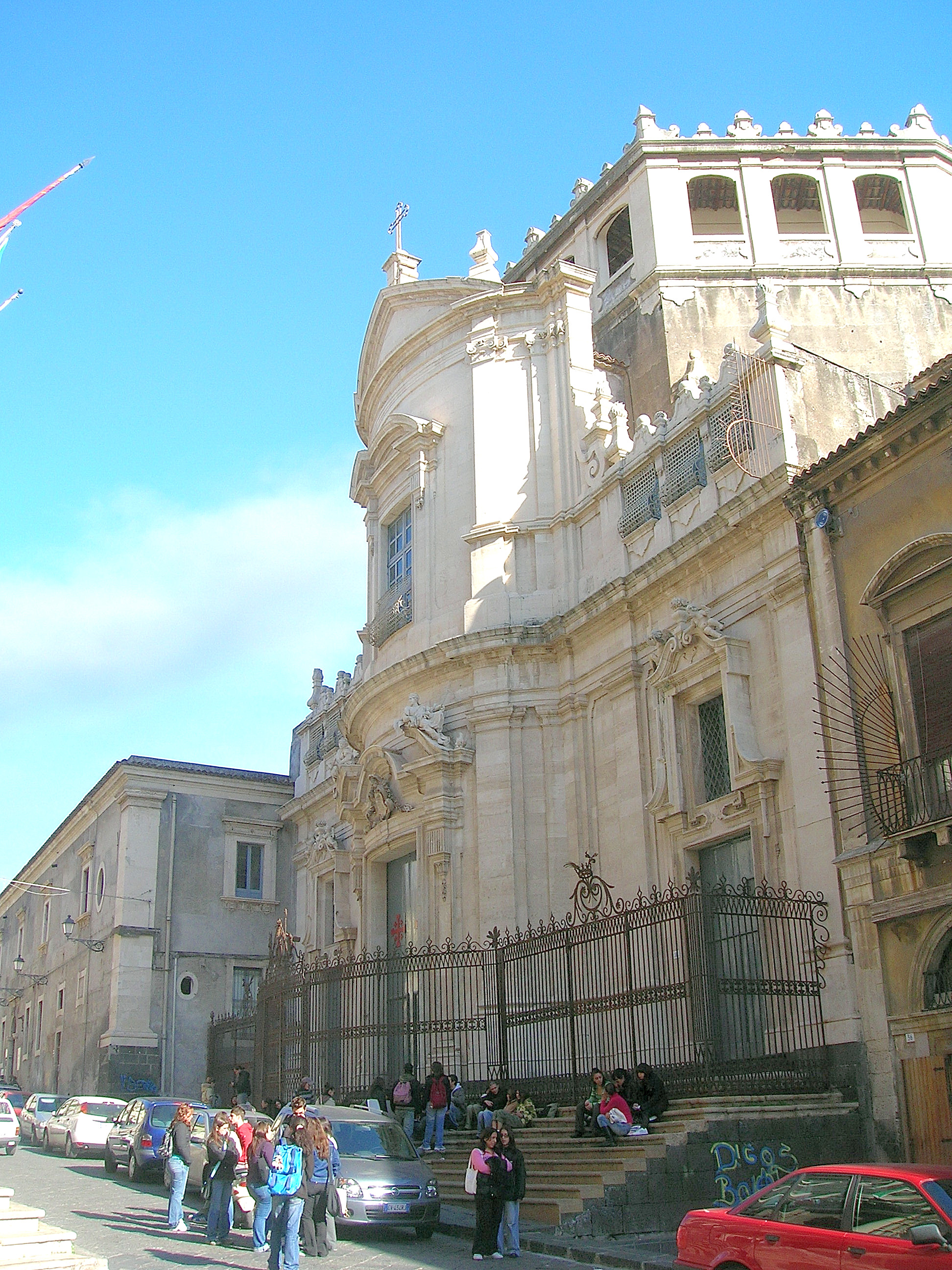
Fassade und Tiburio mit umlaufender Loggia.

Die 1741–1763 entstandene Chiesa di San Giuliano an der Via dei Crociferi gilt als eines der schönsten Beispiele des Spätbarocks in Catania. Es handelt sich um ein Werk von Giuseppe Palazzotto (1702–1764).
Die ehemalige Benediktinerinnenabtei Badia di San Giuliano ist dem heiligen Julianus von Le Mans geweiht, dessen Kult die Normannen nach Sizilien gebracht hatten. In dem vornehmsten der fünf Frauenklöster der Stadt ließ der Adel seine Töchter zu Ehefrauen erziehen oder aber zur Verhinderung von Erbteilungen lebenslang vom anderen Geschlecht fernhalten.

## Geschichte
Nach dem zerstörenden Erdbeben von 1693 wurde das Kloster von der Stelle der heutigen Pfarreikirche San Gaetano alla Marina im Quartier Civita auf das zentraler gelegene Areal zwischen den heutigen Straßen Crociferi, Sangiuliano und Manzoni verlegt. Die gegen die Via Sangiuliano gerichtete Fassade der ersten, provisorischen Kirche ist noch sichtbar.
Das heutige Gotteshaus wird noch im Gesuch um Aufnahme in das UNESCO-Welterbe aus dem Jahre 2002 als Meisterwerk des aus Palermo stammenden Domherrn Giovan Battista Vaccarini (1702–1768) bezeichnet. In der Zwischenzeit hat der Kunsthistoriker Salvatore Maria Calogero jedoch nachgewiesen, dass es in Wirklichkeit von dem einheimischen weltlichen Architekten Palazzotto stammt – eine Geschichte, die den Kenntnisstand über die Entstehung mancher Baudenkmäler Siziliens (und die Vertrauenswürdigkeit von Überblicksdarstellungen und Kunstführern) illustriert.

## Beschreibung
Der Grundriss der Kirche ist ein in Ost-West-Richtung gelängtes Achteck. Acht Pfeiler tragen das Klostergewölbe der großen Kuppel. Zwischen den Pfeilern sind abwechselnd vier große Apsiden und vier kleinere  Kapellen angeordnet. In der östlichen Apsis befindet sich der Hauptaltar, in der westlichen – deren Außenseite den konvexen Mittelteil der Fassade bildet – das Vestibül mit den Zugängen zur Klausur und zur Krypta, in der nördlichen der vergitterte Zugang zum Kapitelsaal und die Beichtstühle, in der südlichen die Zugänge zur Sakristei und zu einem Lichthof über der Krypta. Die Kuppel ist von einem prismatischen Tiburio ummantelt, dessen oberen Abschluss eine umlaufende Loggia bildet.
Vergleichbare Grundrisse hatten auf Sizilien schon Paolo Amato (1634–1714) und Rosario Gagliardi (1698–1762) verwendet. Hingegen war die äußere Gestaltung des Baus mit einer krönenden Loggia für die Insel neu, falls es nicht in Messina, woher Palazzottos Vater Girolamo (1688–1754) nach Catania gekommen war, beim Erdbeben von 1783 zerstörte Vorbilder gab. Dem Entwurf der Fassade legte Palazzotto laut dem erwähnten Calogero neben dem gleichseitigen Dreieck und dem Goldenen Schnitt auch das Pentagramm zugrunde, was auf freimaurerische Einflüsse hindeute. Der Statuenschmuck der Kirche besteht aus zwei Frauenfiguren über dem Hauptportal, die einen Zweig bzw. ein Kreuz tragen, je zwei Putti über den funktionslosen Seitenportalen sowie Fides, Caritas und zwei Engeln von der Hand des Palermitaner Bildhauers Giovan Battista Marino über dem Hauptaltar.

## Säkularisation
Nachdem das Königreich Italien 1866 die Ordensgemeinschaften aufgehoben hatte, diente das Kloster verschiedensten Zwecken. Die Kirche ist seit der Zwischenkriegszeit dem Ritterorden vom Heiligen Grab zu Jerusalem anvertraut. Die Konventsgebäude machten die Faschisten zur „Duce“-Kaserne. Im zweigeschossigen Kreuzgang hat heute die postkommunistische Gewerkschaft CGIL den lokalen Sitz.
Im Rahmen einer Führung durch die Kirche kann der zweigeschossige Nonnenchor über dem Vestibül besichtigt und die Kuppel bestiegen werden, von der sich ein schöner Blick auf die Stadt, den Ätna und das Meer bietet.